# 幻能量
幻能量或鬼能量（英文：Phantom energy）是一种假想的暗能量，满足状态方程w<-1。它拥有负的能量，并且将会导致比宇宙学常数更夸张的加速膨胀，引发大撕裂。

## 后果
如果暗能量以鬼能量的形式存在，宇宙的膨胀将会加速得如此之快，以至于宇宙将终结于一场大撕裂。

### 大撕裂的机制
经过无限的时间，宇宙将会以无限的速度膨胀，并将永不停止。这样的加速肯定是超光速的（因为它涉及到时空本身的膨胀，而非时空上的粒子），并将使得越来越多的物质以比自身膨胀更快的速度离开可观测宇宙的视界内，因为从遥远的恒星和其它天体发出的光线没法“赶上”宇宙的膨胀。当可观测宇宙膨胀时，物体将无法通过基本力来发生相互作用，最终，宇宙的膨胀将会阻止任何两个粒子间的相互作用，甚至是原子尺度的作用，这样一来，宇宙本身便会“四分五裂”。

2007年，有人利用鬼能量推导出了宇宙的循环模型。

## 延伸阅读
- Robert R. Caldwell et al.: Phantom Energy and Cosmic Doomsday （页面存档备份，存于）